# Casa Nobre de Jequitaia
Casa Nobre de Jequitaia, também conhecida como Casa à Avenida Frederico Pontes, é uma residência em Salvador, provavelmente do século XVIII. Já foi conectada por um corredor à Casa Pia e Colégio dos Órfãos de São Joaquim, um complexo arquitetônico composto por capela, escola e orfanato. A Casa Nobre de Jequitaia tem dois andares e com uma típica arquitetura colonial portuguesa: dois andares e um pequeno sótão. O térreo servia de entrada e moradia para escravos e servos, o andar superior era ocupado pelo dono e sua família; o pequeno sótão era utilizado como quarto. Foi listado como patrimônio histórico pelo Instituto do Patrimônio Histórico e Artístico Nacional (IPHAN) em 1938.

## História
A data de construção da Casa Nobre de Jequitaia é desconhecida, mas apresenta características da arquitetura residencial de Salvador em meados do século XVIII. Em 1938 o prédio foi ocupado pelo Centro de Treinamento de Produção da APAE. Por volta de 1940 foi adquirido pelo Ministério da Guerra.

## Localização
A Casa Nobre de Jequitaia é localizada no bairro Calçada, diretamente ao norte do distrito Comércio.  A casa ficava na base de uma pequena colina perto da margem da Baía de Todos-os-Santos, mas devido a sucessivos projetos de aterros, fica mais para o interior. A casa fica na Avenida Jequitaia, anteriormente conhecida como Avenida Frederico Pontes. A casa apresentava uma escadaria ampla durante a sua construção, mas agora fica diretamente na avenida, sem outra fachada além de uma calçada estreita. A fachada do edifício fica voltada para o oeste, para uma área mista de mercado industrial na Baía de Todos-os-Santos. A casa está localizada quase ao lado da Casa Pia e do Colégio dos Órfãos de São Joachim, também um complexo arquitetônico histórico protegido.